# Ewert Sundja
Ewert Sundja, född 12 juni 1983 i Estland, är en estnisk sångare. Sundja har varit medlem i ett flertal grupper: The Provokers (1998–2002), Precious (2002), Thief (2002–2009) och sedan år 2009 Ewert and The Two Dragons.
2002 vann han tävlingen Kaks takti ette. 2004 deltog han i Estlands uttagning till Eurovision Song Contest med låten "Dance".